# Sauris cirrhigera
Sauris cirrhigera är en fjärilsart som beskrevs av W. Warren 1897. Sauris cirrhigera ingår i släktet Sauris och familjen mätare. Inga underarter finns listade.